# 美女美学〜ヨンアのきれいのつくり方〜
『美女美学〜ヨンアのきれいのつくり方〜』（びじょびがく ヨンアのきれいのつくりかた）は、2012年4月12日から同年12月27日までフジテレビで放送されたミニ情報番組。ヨンアの冠番組。全37回。
前番組『しあわせメソッド』に引き続き、花王の一社提供（「アジエンス」名義）。

## 概要
自分がもっている力を引き出し、体内から美しくなるためのヒントを教える番組。『しあわせメソッド』に続く女性向けミニ番組だが、ヨンアは当番組をもって降板し、次番組『Asian Muse〜世界を魅了する日本の美神たち〜』では代わってすみれが担当する。

## 放送時間
木曜22:54 - 23:00（JST）
- 『しあわせメソッド』同様、直前の『木曜劇場』枠拡大で繰り下がることがある。

## ナビゲーター
- ヨンア